# I'm Gonna Be An Angel!
I'm Gonna Be An Angel! (天使になるもんっ!, Tenshi ni narumon?), es una serie de anime creada en 1999 por Bandai Visual y Studio Pierrot. La serie fue dirigida por Hiroshi Nishikiori, el diseño de personajes fue elaborado a mano por Kato Hiromi y la música fue compuesta por Yoshikazu Suo. La serie fue transmitida en Japón por TV Tokyo y en Latinoamérica por el canal Animax. Cuyo estilo y características son similares a los de Pita Ten para 2002.

## Descripción
La serie consta de 26 episodios de 25 minutos en los cuales se narran las aventuras de un chico llamado Yuusuke Kamoshita y una ángel aprendiz llamada Noelle (Noeru en el doblaje venezolano). A la vez también se involucra con la familia de Noelle, parecida a Los Munsters, llevando a un montón de situaciones cómicas, pero a la vez con tintes de romance y fantasía.

## Argumento
Yuusuke es un muchacho normal que acude a la escuela cuando de repente una muchacha cae sobre él literalmente "como Dios la trajo al mundo", la niña, llamada Noelle, le dice que es un aprendiz de ángel y que va a seguirlo a donde vaya. Poco después, Yuusuke se ve involucrado con la extraña familia de Noelle, que además de mudarse a donde él vive, también modifica la casa de éste con un estilo similar al de un parque de diversiones; sin salir de su asombro por lo ocurrido con Noelle, todo lo que quiere es que su compañera de clase, Natsumi, se fije en él, y le resulta imposible dado que Noelle parece haberse enamorado de él, pero en el transcurso de los episodios de la serie se demuestra que Yuusuke y Natsumi serían buenos amigos y para lograr recuperar el aro de Noelle que sufre muchos accidentes y se pierde a toda costa.

## Personajes
- Yuusuke Kamoshita (鴨下　雄介) (Seiyu: Issei Miyazaki): El protagonista principal de la serie, es un chico bueno, agradable y optimista, al principio tiene problemas con Noelle y su familia, pero luego sus sentimientos hacia ella cambian con el tiempo. Cuya voz, personalidad y cualidades son similares a las de Kotaro Higushi, de Pita Ten.

- Noelle (ノエル) (Seiyu: Tomoko Kawakami): Es la protagonista femenina, es una chica que se quiere volver el ángel de Yuusuke, es hiperactiva y llena de energía, aunque lo único que posea de extraño sea su aureola; tiene una muy extraña familia para ser un ángel. Cuya voz, personalidad y cualidades son similares a las de Misha, de Pita Ten.

- Natsumi Suzuhara (鈴原　夏見) (Seiyu: Yukana Nogami): La compañera de escuela de quién Yuusuke se enamora al principio de la serie, aunque ella no le pone atención en casi ningún momento. Extraña mucho a su hermano Fuyuki, pero en el transcurso de los últimos episodios se demuestra que Yuusuke se encuentra con Natsumi para lograr recuperar el aro de Noelle que sufre muchos problemas y se pierde a toda costa. La personalidad, cualidades y voz de Natsumi son similares a las de Shia, de Pita Ten, pero con actitud amable y bondadosa.

- Papa (Seiyu: Juurouta Kosugi): Es un frankenstein de color púrpura, es el padre de Noelle, muy protector y tiene constantes peleas con Gabriel todo el tiempo, aunque cuando no se enfada es amigable.

- Mama (Seiyu: Noriko Hidaka): Es la madre de Noelle, es dulce, hermosa, sacrificada, pero aun así, extraña; le gusta cocinar, limpiar y es un terror en un campo de voleibol.

- Sara (サラ) (Seiyu: Ayako Kawasumi): Una de las mayores de la familia, ésta posee poderes para ser invisible, al principio de la serie no se deja ver pero, al sentirse atraída por Yuusuke se vuelve visible.

- Miruru (ミルル) (Seiyu: Mayumi Iizuka): Es una chica gato secuaz de Dispel. Está enamorada de Gabriel, pero él huye de ella debido a su alergia a los gatos.

- Gabriel (ガブリエル) (Seiyu: Nobutoshi Kanna): El hermano mayor de Noelle, un vampiro con alergia a los gatos, es muy beligerante y duro y siempre se le encuentra peleando con alguien.

- Luca (Ruka) (ルカ) (Seiyu: Ikue Otani): La hermana menor de Noelle, muy inteligente y observadora aunque un poco demente, ella es la responsable de muchos de los robots y máquinas en la serie.

- Michael (ミチエル) (Miguel) (Seiyu: Akira Ishida): El guía de Noelle, quiere ser un ángel junto con Noelle, y siempre le está dando pistas sobre eso.

- Raphael (Rafael) (Seiyu: Shoutarou Morikubo): Un ángel de una sola ala, es profesor en la escuela de ángeles (Miguel es uno de sus alumnos). La mayoría de los humanos no pueden verlo, excepto Noelle, Natsumi y Miguel, este último es el único que también puede tocarlo. Termina asesorando a Noelle y Miguel en sus empeños por llegar a ser ángeles.

- Dispel (デスペル) (Seiyu: Mitsuo Iwata): Es el villano de la serie hasta cierto punto, es un completo demente que cada vez que puede manda una creación a secuestrar a Noelle para añadirla a su lista de "cosas imperfectas", se pierde mucho en monólogos que solo Silky escucha.

- Silky (シルキ) (Seiyu: Hiroko Konishi): Es la sirvienta de Dispel, pero no hace nada más que sentarse a escuchar y repetir sus discursos, es pasiva y sin emociones; más tarde se revela como el más tenebroso de todos los personajes, revelando que Dispel era solo uno de sus sirvientes muñecos.

## Canciones
Tema de apertura:
- Datte, Daisuki! por COMA

Tema de cierre:
- Ai wa Umi por Shizuru Ootaka